# Maxomys moi
Il ratto spinoso montano indocinese (Maxomys moi  Robinson & Kloss, 1922) è un roditore della famiglia dei Muridi, endemico dell'Indocina.

## Descrizione
Roditore di medie dimensioni, con lunghezza della testa e del corpo tra 140 e 215 mm, la lunghezza della coda tra 155 e 200 mm, la lunghezza del piede tra 37 e 44 mm e la lunghezza delle orecchie tra 22 e 27 mm.
La pelliccia è corta, densa, soffice, vellutata ma non spinosa. Le parti superiori sono arancione brillante, più intenso lungo la spina dorsale. La testa è cosparsa di peli bruno-grigiastri, il muso è marrone. Le parti ventrali, le labbra e l'area intorno alle vibrisse sono bianche. La linea di demarcazione lungo i fianchi è netta. I piedi sono bianchi. La coda è lunga quanto la testa ed il corpo, scura sopra e più chiara sotto ed in punta. Sono presenti 19-20 anelli di scaglie. Le femmine hanno un paio di mammelle pettorali, un paio post-ascellari e due paia inguinali. Il numero cromosomico è 2n=52 FN=74.

## Distribuzione e habitat
Questa specie è endemica delle zone montagnose del Vietnam e Laos meridionale. È probabilmente presente anche nel nord del Laos.
Vive in foreste sempreverdi a foglia larga primarie e secondarie tra 190 e 1.500 metri di altitudine. È presente anche in boscaglie e sembra sensibile alla presenza umana.

## Conservazione
La IUCN Red List, considerato il vasto areale, e la presenza ad altitudini elevate, classifica M.moi come specie a rischio minimo (Least Concern).